# Richard Brendan Higgins
El coronel Richard Brendan Higgins, USAF (ret), (nacido el 22 de febrero de 1944) es un obispo católico estadounidense nacido en Irlanda.  El obispo Higgins es el obispo titular de la Casae Calanae y sirvió como obispo auxiliar de la Arquidiócesis de los Servicios Militares de Estados Unidos.

## Biografía
Higgins nació en Longford, Condado de Longford, Irlanda.  Fue ordenado sacerdote el 9 de marzo de 1968 para la Diócesis de Sacramento en la Basílica de San Juan de Letrán en Roma.  Se unió a la Fuerza de Aérea de los Estados Unidos como capellán en 1974, y sirvió tanto en los Estados Unidos como en el extranjero, incluidas dos tareas como pastor católico en la Academia de la Fuerza Aérea de los Estados Unidos.  Fue nombrado Prelado de honor de Su Santidad (monseñor) por el Papa Juan Pablo II en 1997.

### Obispo auxiliar de los Servicios Militares, EE.UU.
El 7 de mayo de 2004 fue nombrado obispo titular de la diócesis de Casae Calanae.  Fue consagrado el 3 de julio del mismo año en la Basílica del Santuario Nacional de la Inmaculada Concepción en Washington D. C. El principal consagrador fue el arzobispo Edwin O'Brien;  sus principales co-consensores fueron el obispo Howard Hubbard y el obispo William Weigand.
Después de 30 años de servicio activo, el obispo Higgins se retiró de la Fuerza Aérea el 1 de septiembre de 2004, con el rango de coronel.  Sus decoraciones militares incluyen la Legión de Mérito con un racimo de hojas de roble y la Medalla al Servicio Meritorio de la Fuerza Aérea con siete racimos de hojas de roble.
El 2 de enero de 2020 el Papá Francisco aceptó su renuncia como Obispo Auxiliar, desde entonces es el Obispo Auxiliar Emérito de la Arquidiócesis de los Servicios Militares de Estados Unidos.